# Iglesia de Quinta Bella
La iglesia de Quinta Bella es un templo católico ubicado en la población del mismo nombre, en la comuna de Recoleta, en la ciudad de Santiago, Chile. Construida en 1864, fue declarada Monumento Histórico, mediante el Decreto Exento n.º 553, del 15 de noviembre de 1994.

## Historia
Fue construida en 1864 a iniciativa de José Tomás Urmeneta, al interior de su fundo Quinta Bella, y diseñada por el arquitecto Manuel Aldunate. En 1923 la iglesia fue vendida a la Casa de Orates, en conjunto con el terreno, para formar una colonia agrícola como parte del proyecto de rehabilitación con el programa puertas abiertas y la ergoterapia.
En los años 1950 se vendió el terreno a la Corporación para la Vivienda para la construcción de residencias, y en los años 1970 la iglesia fue clausurada, y se instaló en sus terrenos la Escuela República del Perú.

## Descripción
De planta octogonal, se organiza en tres cuerpos: su nave central; el coro y las torres; y la sacristía. Sus muros son de albañilería de ladrillo, y sus dos torres son de madera. La iglesia presenta una claraboya con vidrios de colores, ventanas redondeadas en las torres, y un rosetón en la fachada principal.